# Ярослав Їржик
Ярослав Їржик (чеськ. Jaroslav Jiřík; нар. 10 грудня 1939, Войнув Местец, Височіна, Протекторат Богемії і Моравії — пом. 11 липня 2011, Брно, Чехія) — чехословацький хокеїст, нападник.

## Клубна кар'єра
В чехословацькій хокейній лізі грав за СОНП із Кладно (1957–1961) та ЗКЛ із Брно (1961–1969, 1970–1975). Шестиразовий чемпіон Чехословаччини (1959, 1962–1966). Найкращий снайпер турніру 1969 року — 36 закинутих шайб. Всього в лізі провів 450 ігор (300 голів). У складі команди ЗКЛ тричі здобував кубок європейських чемпіонів (1966–1968).
Чемпіонат 1969-70 провів у Північній Америці. За «Сент-Луїс Блюз» грав лише у трьох матчах, а решту сезону у складі фарм-клубу — «Канзас-Сіті Блюз». До Ярослава Їржика, з європейців, у Національній хокейній лізі грав лише швед Ульф Стернер.

## Виступи у збірній
У складі національної збірної був учасником трьох Олімпіад (1960, 1964, 1968). В Інсбруку здобув бронзову нагороду, а через чотири роки у Греноблі — срібну.
Брав участь у десяти чемпіонатах світу та Європи (1958–1960, 1963–1969). Другий призер чемпіонату світу 1965, 1966, 1968; третій призер 1959, 1963, 1964, 1969. На чемпіонатах Європи — п'ять срібних (1959, 1960, 1965, 1966, 1968) та чотири бронзові нагороди (1963, 1964, 1967, 1969). У 1965 році був обраний до символічної збірної. Найкращий снайпер цього турніру — 8 закинутих шайб.
На чемпіонатах світу та Олімпійських іграх провів 61 матч (37 закинутих шайб), а всього у складі збірної Чехословаччини — 134 матчі (83 голи).

## Тренерська діяльність
У 1976–1977, 1980–1982 та 1995–1996 роках займав посаду головного тренера «Комети» (Брно).

## Нагороди та досягнення

### Командні
| Нагороди                     | Команда        | Кіл. | Роки                         |
| ---------------------------- | -------------- | ---- | ---------------------------- |
| Олімпійські ігри             |                |      |                              |
| Срібло                       | Чехословаччина | 1    | 1968                         |
| Бронза                       | Чехословаччина | 1    | 1964                         |
| Чемпіонат світу              |                |      |                              |
| Срібло                       | Чехословаччина | 3    | 1965, 1966, 1968             |
| Бронза                       | Чехословаччина | 4    | 1959, 1963, 1964, 1969       |
| Чемпіонат Європи             |                |      |                              |
| Срібло                       | Чехословаччина | 5    | 1959, 1960, 1965, 1966, 1968 |
| Бронза                       | Чехословаччина | 4    | 1963, 1964, 1967, 1969       |
| Кубок європейських чемпіонів |                |      |                              |
| Володар                      | ЗКЛ (Брно)     | 3    | 1966, 1967, 1968             |
| Чемпіонат Чехословаччини     |                |      |                              |
| Золото                       | СОНП (Кладно)  | 1    | 1959                         |
| Золото                       | ЗКЛ (Брно)     | 5    | 1962, 1963, 1964, 1965, 1966 |

### Особисті
| Нагороди                           | Кіл. | Роки      |
| ---------------------------------- | ---- | --------- |
| Символічна збірна чемпіонату світу | 1    | 1965      |
| Найкращий снайпер чемпіонату світу | 1    | 1965 (8)  |
| Найкращий снайпер ліги             | 1    | 1969 (36) |
| Член зали слави чеського хокею     | -    | 2010      |